# Henrik Ingebrigtsen
Henrik Ingebrigtsen (nascut el 24 de febrer de 1991 a Sandnes) és un atleta noruec, especialitzat en les curses de 1.500 m i 3.000 m. És el germà gran de Filip i Jakob Ingebrigtsen, també corredors de mig fons i de fons.

## Biografia
Guanya la medalla d'or dels 1.500 m al Campionat d'Europa 2012 de Hèlsinki, en avançar a l'esprint el francès Florian Carvalho i el mallorquí David Bustos, amb un temps de 3 min 46 s 20, al terme d'una cursa tàctica. Dos anys més tard, al mateix campionat, és medalla d'argent. Al Campionat d'Europa en pista coberta del 2015, acaba tercer a la cursa de 3.000 m.
El 9 de juliol de 2016, obté la medalla de bronze dels 1.500 m al Campionat d'Europa d'Amsterdam amb una marca de 3 min 47 s 18, superat pel seu germà Filip (3 min 46 s 65) i David Bustos (3 min 46 s 90).
Al Campionat d'Europa en pista coberta del 2017, guanya la medalla d'argent dels 3.000 m, darrere del català Adel Mechaal.
El 10 d'agost de 2018, acaba 4t a la final dels 1.500 m del Campionat d'Europa de Berlín. El seu germà petit, Jakob, aconsegueix a 17 anys i 324 dies la medalla d'or. L'endemà, corre la final dels 5.000 m, en la qual queda segon darrere del seu germà Jakob.
Al Campionat d'Europa en pista coberta del 2019, queda tercer a la cursa de 3.000 m, darrere del seu germà Jakob i de l'escocès Chris O’Hare.
Al Campionat del món de Doha, celebrat el 2019, queda 13è a la prova de 5.000 m.

## Vida privada
En el pla extraesportiu, Henrik protagonitza des del 2016, al costat dels seus germans Filip i Jakob, i de la resta de la família, un programa documental a la televisió pública noruega (NRK): Team Ingebrigtsen. Aquest programa mostra la vida diària de la família Ingebrigsten i la preparació física dels fills atletes amb el pare entrenador.
Està casat des de l'abril del 2018 i té dues filles.

## Palmarès
| Data | Competició                          | Lloc       | Resultat | Prova      | Temps          |
| ---- | ----------------------------------- | ---------- | -------- | ---------- | -------------- |
| 2012 | Campionat d'Europa                  | Hèlsinki   | 1r       | 1.500 m    | 3 min 46 s 20  |
| 2012 | Jocs Olímpics                       | Londres    | 5è       | 1.500 m    | 3 min 35 s 43  |
| 2012 | Campionat d'Europa de cros          | Szentendre | 1r       | Individual | 24 min 30 s    |
| 2013 | Campionat d'Europa en pista coberta | Göteborg   | 11è      | 3.000 m    | 8 min 2 s 45   |
| 2013 | Campionat d'Europa promeses         | Tampere    | 1r       | 5.000 m    | 14 min 19 s 39 |
| 2013 | Campionat del món                   | Moscou     | 8è       | 1.500 m    | 3 min 37 s 52  |
| 2014 | Campionat d'Europa per equips       | Tallinn    | 1r       | 3.000 m    | 8 min 16 s 00  |
| 2014 | Campionat d'Europa                  | Zúric      | 2n       | 1.500 m    | 3 min 46 s 10  |
| 2015 | Campionat d'Europa en pista coberta | Praga      | 6è       | 1.500 m    | 3 min 39 s 70  |
| 2015 | Campionat d'Europa en pista coberta | Praga      | 3è       | 3.000 m    | 7 min 45 s 54  |
| 2016 | Campionat d'Europa                  | Amsterdam  | 3è       | 1.500 m    | 3 min 47 s 18  |
| 2016 | Campionat d'Europa                  | Amsterdam  | 4è       | 5.000 m    | 13 min 40 s 86 |
| 2017 | Campionat d'Europa en pista coberta | Belgrad    | 2n       | 3.000 m    | 8 min 00 s 96  |
| 2018 | Campionat d'Europa                  | Berlín     | 4t       | 1 500 m    | 3 min 38 s 50  |
| 2018 | Campionat d'Europa                  | Berlín     | 2n       | 5.000 m    | 13 min 18 s 75 |
| 2018 | Copa continental                    | Ostrava    | 3r       | 3.000 m    | 7 min 58 s 85  |
| 2019 | Campionat d'Europa en pista coberta | Glasgow    | 3r       | 3.000 m    | 7 min 59 s 19  |
| 2019 | Campionat del món                   | Doha       | 13è      | 5.000 m    | 13 min 36 s 25 |

## Rècords
| Prova    | Prova         | Temps              | Lloc           | Data       |
| -------- | ------------- | ------------------ | -------------- | ---------- |
| 800 m    | Aire lliure   | 1 min 48 s 09      | Tønsberg       | 24/05/2014 |
| 800 m    | Pista coberta | 1 min 49 s 62      | Viena          | 31/01/2012 |
| 1.500 m  | Aire lliure   | 3 min 31 s 46      | Mònaco         | 18/07/2014 |
| 1.500 m  | Pista coberta | 3 min 39 s 70      | Praga          | 08/03/2015 |
| Milla    | Aire lliure   | 3 min 50 s 72 (NR) | Oslo           | 11/06/2014 |
| 3.000 m  | Aire lliure   | 7 min 36 s 85 (NR) | Oslo           | 13/06/2019 |
| 3.000 m  | Pista coberta | 7 min 45 s 54 (NR) | Praga          | 07/03/2015 |
| 2 milles | Aire lliure   | 8 min 22 s 31 (NR) | Eugene         | 25/05/2018 |
| 5.000 m  | Aire lliure   | 13 min 15 s 38     | Heusden-Zolder | 20/07/2019 |
| 10 km    | Ruta          | 28 min 41 s        | Hole           | 20/10/2018 |